# Rundfunkveranstalter
Ein Rundfunkveranstalter, umgangssprachlich auch Rundfunksender, bietet der Allgemeinheit ein Hörfunk- oder Fernsehprogramm an, für das er die inhaltliche Verantwortung trägt (§ 2 Abs. 2 Nr. 14 RStV). Im Allgemeinen spricht man von Radiosender oder Fernsehsender.
Es wird unterschieden zwischen öffentlich-rechtlichen und privaten Rundfunkveranstaltern. Die privaten kann man in kommerzielle und nichtkommerzielle unterteilen. Zu den öffentlich-rechtlichen gehören juristisch gesehen sowohl die unabhängigen, staatsfern organisierten öffentlich-rechtlichen wie auch staatliche Rundfunkveranstalter. Inländischer Staatsrundfunk ist in Deutschland unter der Geltung des Grundgesetzes unzulässig. Die meisten Länder der Europäischen Union verfügen heute über ein duales Rundfunksystem.

## Deutschland

### Allgemein
Rechtliche Grundlage für alle Rundfunkveranstalter in Deutschland ist der Rundfunkstaatsvertrag. Er enthält im I. Abschnitt (§§ 1 bis 10) allgemeine Vorschriften, die für öffentlich-rechtliche und private, bundesweit verbreitete, landesweit und lokal oder regionale verbreitete Rundfunkangebote gelten. Der II. Abschnitt (§§ 11 bis 19a) gilt nur für den öffentlich-rechtlichen, der III. Abschnitt (§§ 20 bis 46a) nur für den privaten Rundfunk; der VI. Abschnitt (§§ 54 bis 61) enthält die inhaltlichen Anforderungen an Telemedien (§ 1 Abs. 4 TMG), die an die Allgemeinheit gerichtet sind. Daneben regeln Landesrundfunkgesetze die Rechtsverhältnisse der Landesrundfunkanstalten, die auf der Basis des ARD-Staatsvertrags zusammenarbeiten, und Landesmediengesetze weitere Einzelheiten für private Rundfunkveranstalter. Soweit mehrere Bundesländer eine gemeinsame Rundfunkanstalt errichtet haben, ist das entsprechende Landesrundfunkgesetz in einem sogenannten Staatsvertrag der beteiligten Länder enthalten, der durch Zustimmungsbeschluss oder -gesetz der beteiligten Landesparlamente Gesetzeskraft erhalten hat; das gilt z. B. für den Norddeutschen Rundfunk (NDR). Genauso gibt es Landesmediengesetze in Staatsvertragsform, nämlich in den Ländern Berlin und Brandenburg sowie in Hamburg und Schleswig-Holstein, wobei der Staatsvertrag zwischen den Ländern Berlin und Brandenburg auch noch das Landesrundfunkgesetz für den RBB umfasst. Alle Länder der Bundesrepublik Deutschland haben den ZDF-Staatsvertrag unterschrieben, der die Rechtsverhältnisse des ZDF regelt und den Deutschlandradio-Staatsvertrag mit den Bestimmungen für das Deutschlandradio.
Das duale Rundfunksystem aus öffentlich-rechtlichen und privaten Rundfunkveranstaltern wurde 1984 zunächst im westlichen Teil Deutschlands eingeführt. Der Rundfunk der DDR (Hörfunk) und das Fernsehen der DDR waren staatliche Einrichtungen.

### Öffentlich-rechtlicher Rundfunk
Die öffentlich-rechtlichen Rundfunkveranstalter sind nach der Rechtsprechung des Bundesverfassungsgerichts unmittelbar durch das Grundgesetz mit der Grundversorgung mit Hörfunk und Fernsehen beauftragt. Ihr Grundversorgungsauftrag ist – unabhängig von der einfachgesetzlichen Ausgestaltung in §§ 11 ff. RStV – integraler Bestandteil der dienenden Rundfunkfreiheit. Sie werden in der Rechtsform einer Anstalt des öffentlichen Rechts betrieben und auch Rundfunkanstalten genannt. Zu ihnen gehören die Landesrundfunkanstalten (ARD) und das bundesweit sendende ZDF, das jedoch nicht vom Bund, sondern von allen deutschen Bundesländern getragen wird. Einzige Ausnahme ist das Deutschlandradio, das als Körperschaft des öffentlichen Rechts errichtet wurde. „Mitglieder der Körperschaft sind die in der Arbeitsgemeinschaft der öffentlich-rechtlichen Rundfunkanstalten der Bundesrepublik Deutschland (ARD) zusammengeschlossenen Landesrundfunkanstalten und das Zweite Deutsche Fernsehen (ZDF).“ (§ 1 Abs. 1 Satz 2 DLR-StV) Eine Sonderrolle nimmt die Deutsche Welle ein. Sie veranstaltet sog. Auslandsrundfunk und hat keinen Versorgungsauftrag für das Gebiet der Bundesrepublik Deutschland (§ 3 Abs. 1 DWG).
Die Rundfunkveranstalter haben folgende Organe:
- die Intendantin oder den Intendanten, das Exekutivorgan, welches wichtige Personal-, Struktur- und Programmentscheidungen trifft; das Direktorium bei Radio Bremen, vormals kollegiales Exekutivorgan, wurde 1999 von einem Intendanten abgelöst[5]. Der Begriff Intendant stammt aus der Frühzeit des Rundfunks in der Weimarer Republik, als es politisch gewollt war, einen politikfreien Rundfunk zu schaffen. An der Spitze der Anstalten standen deshalb oft Personen aus der Welt des Theaters;
- ein Kontrollorgan, welches die Entscheidungen der Exekutive kontrolliert, bei wichtigen Entscheidungen berät oder mitbestimmt und einen Rahmen für das Programm vorgibt. Das Organ heißt je nach Anstalt Rundfunkrat, Hörfunkrat (Deutschlandradio) oder Fernsehrat (ZDF). Darin sind je nach der entsprechenden Gesetzeslage verschiedene gesellschaftliche Gruppen nach einem festen Zuteilungsschlüssel vertreten (z. B. Gewerkschaften, Kirchen, künstlerische und wirtschaftliche Verbände). Nach dem Urteil des Bundesverfassungsgerichts vom 25. März 2014 zum ZDF-Staatsvertrag ist die verfassungsnotwendige Staatsferne des Rundfunks nur dann gewahrt, wenn einem staatsnahen Mitglied der Gremien mindestens zwei staatsferne Mitglieder gegenüberstehen[6];
- einige Anstalten besitzen darüber hinaus einen Verwaltungsrat, der organisatorische Entscheidungen trifft, die weder von der Leitung der Anstalt allein noch vom Rundfunkrat getroffen werden und vor allem Zuständigkeiten in wirtschaftlichen Angelegenheiten der Anstalt besitzt.

Die öffentlich-rechtlichen Rundfunkveranstalter finanzieren sich vorrangig durch den Rundfunkbeitrag (§ 13 RStV), der ab 2013 die Rundfunkgebühr, die von den Inhabern entsprechender Empfangsgeräte erhoben wurde, abgelöst hat. Die Beitragspflicht knüpft für den privaten Bereich an das Innehaben einer Wohnung an (§ 2 RBeitrStV). Im nicht privaten Bereich werden Rundfunkbeiträge von Betriebsstätteninhabern – gestaffelt nach Beschäftigtenzahl und zugelassenen Kraftfahrzeugen – erhoben (§ 5 RBeitrStV). Zur Bestimmung der Höhe des Rundfunkbeitrags ermittelt die Kommission zur Ermittlung des Finanzbedarfs der Rundfunkanstalten (KEF) auf der Grundlage der Bedarfsanmeldungen der Rundfunkanstalten diejenige Summe, welche die Anstalten für ihren Programmauftrag, Bestandsschutz und Fortentwicklung benötigen (§ 3 RFinStV), die laut Bundesverfassungsgericht garantiert werden sollen. Die Landesregierungen und die Landesparlamente legen auf dieser Grundlage die Höhe des Beitrags fest (§ 7 Abs. 2 Satz 1 RFinStV). Die Einziehung des Rundfunkbeitrags erfolgt in Deutschland durch den Beitragsservice der ARD, des ZDF und des Deutschlandradio, der die GEZ abgelöst hat. Zusätzlich erzielen die Rundfunkanstalten Einnahmen aus Werbung und Sponsoring sowie sonstigen Einnahmen; Einnahmen aus Telefongewinnspielen dürfen nicht erzielt werden (§ 13 RStV).
Rundfunk, insbesondere der öffentlich-rechtliche Rundfunk ist zur inhaltlichen Vielfalt und Ausgewogenheit verpflichtet. Anders als die Presse genießt er keinen sog. Tendenzschutz. Die Rechtsprechung hat bisher auch keine innere Rundfunkfreiheit als Pendant zur inneren Pressefreiheit anerkannt.

### Privater Rundfunk
Private Rundfunkveranstalter können natürliche oder juristische Personen, aber auch Personenhandelsgesellschaften oder andere rechtsfähige Personengesellschaften sein. Juristische Personen des Privatrechts sind beispielsweise die GmbH oder die Aktiengesellschaft, aber auch der eingetragene Verein (e. V.). Zu den Personengesellschaften gehören etwa die Offene Handelsgesellschaft oder die Kommanditgesellschaft, auch in der Form der GmbH & Co. KG. Juristische Personen des öffentlichen Rechts können nur ausnahmsweise und allenfalls dann, wenn sie keinem staatlichen oder kommunalen Einfluss unterliegen, als private Rundfunkveranstalter zugelassen werden. Als juristische Personen des öffentlichen Rechts kommen hier u. U. die öffentlich-rechtlichen Religionsgemeinschaften oder Hochschulen in Betracht.
Eine besondere Situation besteht in Bayern. Die Bayerische Verfassung (BV) gestattet die Veranstaltung von Rundfunk ausschließlich in öffentlicher Verantwortung und öffentlich-rechtlicher Trägerschaft. Gleichwohl sind Private in Bayern nicht von der Rundfunkgestaltung ausgeschlossen. Das Bayerische Mediengesetz (BayMG) eröffnet privates Rundfunkengagement unter einem öffentlich-rechtlichen Funktionsvorbehalt. Die öffentliche Verantwortung und öffentlich-rechtliche Trägerschaft wird von der Bayerischen Landeszentrale für neue Medien (BLM) wahrgenommen, die sich insoweit von den übrigen Landesmedienanstalten in Deutschland unterscheidet.

## Österreich
Der Österreichische Rundfunk (ORF) ist eine Stiftung des öffentlichen Rechts.